# Finn Seemann
Finn Ludvig Seemann (Oslo, 18 oktober 1944 – Dovre, 7 september 1985) was een Noors voetballer. De rechtsbuiten kwam onder andere uit voor SFK Lyn Oslo, Dundee United FC en DWS.

## Biografie
Seemann sloot zich in 1955 als jeugdspeler aan bij SFK Lyn. Hij werkte zich op tot het eerste elftal en werd in 1964 landskampioen met deze vereniging. In seizoen 1964/65 kwam Lyn met Seemann in de gelederen uit in de Europacup I, waarin het in de eerste ronde werd uitgeschakeld door de Nederlandse landskampioen DWS. Seemann had inmiddels in september 1963 zijn debuut gemaakt voor het Noorse nationale team. In zeven jaar tijd kwam hij tot vijftien interlands, waarin hij vier doelpunten maakte.
In oktober 1965 verkaste Seemann naar Dundee United in Schotland, waar hij drie seizoenen zou spelen. In 1968 werd hij voor een transfersom van 25.000 Britse pond ingelijfd door DWS uit Amsterdam. In drie seizoenen speelde hij 93 competitiewedstrijden voor DWS, waarin hij 21 keer scoorde. Met DWS kwam hij in seizoen 1968/69 tot de derde ronde in de UEFA Cup.
Seemann kwam van 1971 tot 1973 uit voor FC Utrecht, waar hij in zijn tweede seizoen op een zijspoor raakte. Hij maakte vervolgens een overstap naar het American football en tekende een contract als kicker voor de Houston Oilers. In 1975 keerde hij terug bij Lyn. In de jaren daarna speelde hij voor achtereenvolgens Bækkelagets SK, Vålerengens IF en Sarpsborg FK. Hij verkaste opnieuw naar Schotland, waar hij nog enkele jaren op amateurniveau voetbalde, en vestigde zich in 1982 weer in Oslo.
In 1985 kwam Finn Seemann op 40-jarige leeftijd om bij een auto-ongeluk.

## Carrièrestatistieken
| Seizoen         | Club             | Competitie                | Competitie | Competitie | Beker | Beker | Internationaal | Internationaal | Totaal | Totaal |
| Seizoen         | Club             | Competitie                | Wed.       | Dlp.       | Wed.  | Dlp.  | Wed.           | Dlp.           | Wed.   | Dlp.   |
| --------------- | ---------------- | ------------------------- | ---------- | ---------- | ----- | ----- | -------------- | -------------- | ------ | ------ |
| 1960/61         | SFK Lyn          | Hovedserien               | 0          | 0          | 1     | 1     | 0              | 0              | 1      | 1      |
| 1961/62         | SFK Lyn          | Hovedserien               | 2          | 1          | 1     | 0     | 0              | 0              | 3      | 1      |
| 1963            | SFK Lyn          | 1. divisjon               | 14         | 8          | 3     | 0     | 2              | 0              | 19     | 8      |
| 1964            | SFK Lyn          | 1. divisjon               | 17         | 13         | 2     | 0     | 4              | 3              | 23     | 16     |
| 1965            | SFK Lyn          | 1. divisjon               | 12         | 8          | 3     | 0     | 1              | 0              | 16     | 8      |
| 1965/66         | Dundee United    | Division One              | 14         | 3          | 1     | 0     | –              | –              | 15     | 3      |
| 1966/67         | Dundee United    | Division One              | 16         | 5          | 6     | 2     | 4              | 1              | 26     | 8      |
| 1967            | → Dallas Tornado | United Soccer Association | 5          | 1          | –     | –     | –              | –              | 5      | 1      |
| 1967/68         | Dundee United    | Division One              | 22         | 4          | 4     | 2     | –              | –              | 26     | 6      |
| 1968/69         | DWS              | Eredivisie                | 33         | 5          | 5     | 1     | –              | –              | 38     | 6      |
| 1969/70         | DWS              | Eredivisie                | 31         | 10         | 4     | 3     | 6              | 0              | 41     | 13     |
| 1970/71         | DWS              | Eredivisie                | 29         | 6          | 2     | 1     | –              | –              | 31     | 7      |
| 1971/72         | FC Utrecht       | Eredivisie                | 21         | 4          | 1     | 0     | –              | –              | 22     | 4      |
| 1972/73         | FC Utrecht       | Eredivisie                | 11         | 0          | 0     | 0     | –              | –              | 11     | 0      |
| 1975            | SFK Lyn          | 2. divisjon               | 16         | 4          | 2     | 1     | –              | –              | 18     | 5      |
| Carrière totaal | Carrière totaal  | Carrière totaal           | 243        | 72         | 35    | 11    | 17             | 4              | 295    | 87     |

## Erelijst
SFK Lyn
| Nationaal     |    |      |
| Landskampioen | 1x | 1964 |